# 1654 год в литературе

## События
- Московский собор 1654 года положил начало делу унификации московских книг по греческим книгам, напечатанным в XVI веке на Западе.

## Книги, пьесы
- Опубликован труд миссионера-иезуита в Китае Мартино Мартини «De Bello Tartarico Historia».
- Опубликован политический трактат Джона Мильтона «Defensio Secunda».
- Опубликован цикл польского поэта Шимона Зиморовича из 69 буколических песен «Роксоланки» (польск. «Roksolanki, to jest ruskie panny»).
- Христиан Гюйгенс опубликовал работу «Об определении величины окружности», явившуюся важнейшим вкладом в теорию определения отношения окружности к диаметру.
- Агустин Морето-и-Каванья, испанский драматург, издал пьесы «Сила закона» и «За презрение — презрение».
- Сирано де Бержерак опубликовал пьесу «Проученный педант» (Le Pédant joué, одну из первых на французском языке прозаических комедий
- «Нескромный любовник» (L’Amant indiscret), комедия Филиппа Кино, французского поэта, драматурга, либреттиста.
- Пьеса «Люцифер» (Lucifer) Йоста ван ден Вондела, голландского поэта и драматурга.
- Героическая эпопея французского поэта и драматурга, представителя прециозной литературы Жоржа де Скюдери, «Аларих, или побеждённый Рим» (Alaric ou Rome vaincue).

## Родились
- 10 января — Джошуа Барнс, английский учёный, писатель.
- 3 мая — Жак Аббади, протестантский священник и писатель.
- 4 июня — Жан Франсуа Жербильон, французский учёный миссионер-иезуит в Китае, автор трактатов по геометрии на китайском и «татарском» (маньчжурском) языках, а также заметок о северо-восточном Китае.
- 24 июня — Томас Фуллер, английский священник, историк, биограф, интеллектуал, писатель.
- 9 июля — Император Рэйгэн, японский император, литератор, ведущий поэт того аремени.
- 27 ноября — Фридрих фон Каниц, немецкий поэт.
- 28 декабря — Филипп Ноде, французский теолог, автор богословских сочинений.
- Филипп Авриль, французский иезуит, автор записок о современной ему России и Сибири.
- Анна Дасье, французский филолог-классик и переводчик.
- Герман Молль, английский публицист.
- Луи де Саси, — французский прозаик, переводчик.
- Хаттори Рансэцу, японский поэт.
- Станислав Антоний Щука, государственный деятель Великого княжества Литовского, публицист.

## Умерли
- 18 февраля — Жан-Луи Гез де Бальзак, французский мастер эпистолярного жанра.
- 17 марта — Георг Манцель, составитель первого словаря латышского языка.
- 5 апреля — Афанасий Цареградский, Константинопольский патриарх, участник книжной справы.
- 27 июня — Иоганн Валентин Андреэ, немецкий теолог, писатель, автор около 100 произведений на немецком и латинском языках.
- 30 октября — Император Го-Комё, японский император, литератор, поэт, автор «Сборника поющего феникса» (яп. 鳳啼集, ほうていしゅう), вобравшего в себя 92 китайских и 5 японских стихов.
- 30 ноября — Джон Селден, английский историк, автор ряда трудов по истории Англии, истории права у восточных народов.
- 5 декабря — Жан-Франсуа Сарразен, французский поэт.
- Тимофей Дементьевич Анкудинов, авантюрист, поэт и самозванец.
- Кочи-бей Гёмюрджинский, османский политический деятель, писатель.
- Мацунага Тэйтоку, создатель школы хайку Тэймон.
- Никола Риго, французский филолог-латинист, переиздал тексты древнеримских поэтов и писателей.
- Александр Росс, шотландский интеллектуал, писатель, полемист.
- Уильям Хабингтон, английский поэт.